# Rose Hills (California)
Rose Hills es un lugar designado por el censo ubicado en el condado de Los Ángeles en el estado estadounidense de California. En el año 2010 tenía una población de 2.803 habitantes.

## Geografía
Rose Hills se encuentra ubicado en las coordenadas 34°0′32.61″N 118°2′30.7″O / 34.0090583, -118.041861.